# Taco rice

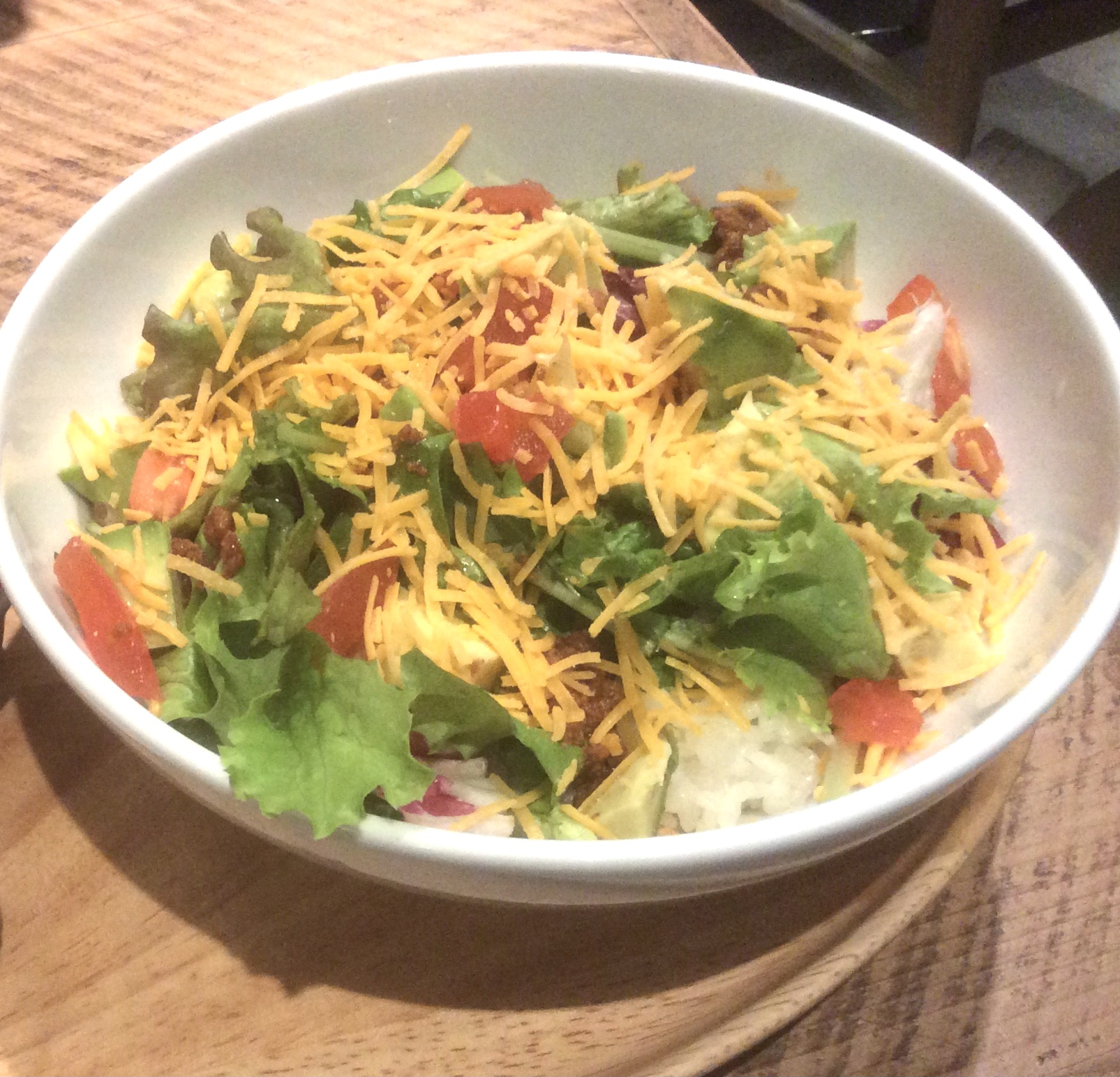
Taco rice.

Taco rice (タコライス takoraisu?) es un plato de la cocina japonesa muy popular en la prefectura de Okinawa que consiste en una porción de carne molida para tacos al estilo Tex-Mex servida sobre una cama de arroz, y cubierta de lechuga, tomate, queso y salsa picante Tex-Mex. En raras ocasiones se sirve en una tortilla enrollada. Es una de las comidas más habituales en Okinawa, y se suele servir en los colegios.

## Características
Los ingredientes básicos del plato son carne molida lechuga, tomate, queso cheddar rallado, salsa Tex-Mex y arroz. Es muy popular en los puestos callejeros y restaurantes en Kin, justo a las afueras de Camp Hansen en Okinawa.
Una peculiaridad de este plato de Okinawa es cómo se simulan los sabores de la cocina Tex-Mex —mediante el uso y proporciones adecuadas de salsa de soya, mirin y sake—.

## Curiosidades
La cadena Kentucky Fried Chicken puso taco rice en su menú en todo Japón en el año 1996, y Yoshinoya (cadena de restaurantes gyūdon muy habitual en Japón) sirve este plato desde 2004. Es uno de los platos más conocidos de Okinawa fuera de la prefectura. La leyenda cuenta que el plato fue creado en la década de 1960 por un chef local en Kin, cerca de una base del Cuerpo de Marines de los Estados Unidos, combinando las características de la cocina Tex-Mex, que era muy popular entre los infantes de marina estadounidenses, junto con el ingrediente más típico de Okinawa, el arroz.